# غورال الهملايا
نِمْرُود حملايا غورال الهملايا (الاسم العلمي: Naemorhedus goral) أو الغورال الرمادي هو نوع من فصيلة البقريات موطنه جبال الهملايا. أُدرِج على أنه قريب من الخطر في القائمة الحمراء للأنواع المهددة بالانقراض بعد انخفاض أعداده بشكل كبير نتيجة لتدمير البيئة والصيد.

## الوصف
يراوح طول غور الهملايا من 95 إلى 130 سم ويزن 35-42 كغ. له غطاء رمادي أو بني-رمادي مع أرجل سمراء داكنة بعض الشيء، مع شريط داكن يمتد على طول العمود الفقري. الذكور لديهم أعناق أقصر. لكل من الذكور والإناث قرون منحنية للخلف يمكن أن تنمو في الطول حتى 18 سم.

## التوزيع الجغرافي
يسكن غورال الهملايا في مناطق متفرقة من جبال الهملايا من باكستان ونيبال وبوتان، وجنوب التبت، وولايتي سيكيم وأروناجل برديش في الهند إلى غرب ميانمار. يسكن الغورال معظم المنحدرات الجنوبية على ارتفاعات من 900 إلى 2,750 متر)، ولكن تم تسجيله في باكستان على ارتفاعات من 1,000 إلى 4,000 متر